# Lauroppia getica
Lauroppia getica är en kvalsterart som först beskrevs av Vasiliu och Calugar 1981.  Lauroppia getica ingår i släktet Lauroppia och familjen Oppiidae. Inga underarter finns listade i Catalogue of Life.